# Villiers-le-Sec (Val-d'Oise)
Villiers-le-Sec é uma comuna francesa na região administrativa da Ilha de França, no departamento do Vale do Oise. Estende-se por uma área de 3.26 km². Em 2010 a comuna tinha 190 habitantes (densidade: 58,3 hab./km²).